# レイクビュー・テラス 危険な隣人
『レイクビュー・テラス 危険な隣人』（原題: Lakeview Terrace）は、2008年にアメリカで製作・公開されたサスペンス映画。日本では劇場公開されずビデオスルーになった。

## ストーリー
白人のクリスと黒人のリサは異人種同士の新婚カップル。彼らは念願のマイホームをロサンゼルス郊外の住宅地「レイクビュー・テラス」に購入する。しかし、隣に住んでいるロサンゼルス市警察の黒人警官エイベルは極端に白人を嫌っており、異人種同士で結婚した彼らに対して執拗な嫌がらせを始める。恐怖を感じたクリスとリサは市警察に助けを求めるも、エイベルは警官という立場を利用して追及を逃れてしまうのだった。やがて彼の嫌がらせは二人の命までも脅かす。

## キャスト
| 役名                   | 俳優                       | 日本語吹替 |
| ---------------------- | -------------------------- | ---------- |
| エイベル・ターナー     | サミュエル・L・ジャクソン  | 大塚明夫   |
| クリス・マットソン     | パトリック・ウィルソン     | 川本克彦   |
| リサ・マットソン       | ケリー・ワシントン         | 山田みほ   |
| ハビエル・ヴィラレアル | ジェイ・ヘルナンデス       | 坂詰貴之   |
| クラレンス・ダリントン | キース・ロネッカー         | 木村雅史   |
| ハロルド・ペロー       | ロン・グラス               | 宝亀克寿   |
| デイモン・リチャーズ   | ケイレブ・ピンケット       | 伊丸岡篤   |
| ドニー・イートン       | ジャスティン・チェンバース | 荻野晴朗   |
| ナディーン             | ビッツィー・トゥロック     |            |
| デール                 | デール・ゴッドボルド       | 伊丸岡篤   |
| 警官#1                 | ポール・テレル・クレイトン | 松田健一郎 |
| 黒人警官               | カシアス・M・ウィリス      | 木村雅史   |
| パトロール警官         | ビリー・ブラウン           | 松田健一郎 |

- その他の日本語吹き替え：小橋知子／橘U子／山下亜矢香／青木強／榊原奈緒子／高橋研二／赤池裕美子／藤吉浩二／松原大典

## スタッフ
- 監督：ニール・ラビュート
- 製作：ウィル・スミス、ジェームズ・ラシター
- 製作総指揮：ジョン・キャメロン、デヴィッド・ローヘリー、ジョー・ピキラーロ
- 脚本：デヴィッド・ローヘリー、ハワード・コーダー
- 原案：デヴィッド・ローヘリー
- 撮影：ロジェ・ストファーズ
- 音楽：ジェフ・ダナ、マイケル・ダナ
- 編集：ジョエル・プロッチ